# مات ووكر (لاعب هوكي الجليد)
مات ووكر (بالفرنسية: Matt Walker)‏ (و. 1980  م) هو لاعب هوكي الجليد كندي، مركز لعبه هو مدافع ‏.

## روابط خارجية
- مات ووكر على موقع دوري الهوكي الوطني (الإنجليزية)
- مات ووكر على موقع قاعة مشاهير الهوكي (لاعب أن.إتش.أل) (الإنجليزية)
- مات ووكر على موقع EliteProspects.com (الإنجليزية)
- مات ووكر على موقع HockeyDB.com (الإنجليزية)
- مات ووكر على موقع Hockey-Reference.com (الإنجليزية)